# Chowari
Chowari är en ort i Indien.   Den ligger i distriktet Chamba och delstaten Himachal Pradesh, i den norra delen av landet, 400 km norr om huvudstaden New Delhi. Chowari ligger 1 000 meter över havet och antalet invånare är 3 000.
Terrängen runt Chowari är kuperad åt sydväst, men åt nordost är den bergig. Runt Chowari är det ganska tätbefolkat, med 96 invånare per kvadratkilometer. Närmaste större samhälle är Chamba, 17,4 km nordost om Chowari. Trakten runt Chowari består till största delen av jordbruksmark.